# Opération Clipper
Batailles
France
- Paddle
- Fusilade
- Astonia
- Dunkerque
- Wellhit
- Undergo
- Nancy
- Arracourt
- Metz (Fort Driant)

Belgique
- Moerbrugge
- Geel
- Escaut

Pays-Bas
- Market Garden
- Overloon
- Broekhuizen

Allemagne
- Forêt de Hürtgen
- Aix-la-Chapelle
- Colline du Crucifix
- Clipper
- Queen

L’opération Clipper est une opération militaire qui s'est déroulé du 10 au 22 novembre 1944, avec pour objectif de réduire le saillant de Geilenkirchen pour permettre l'offensive vers la Roer.

## La bataille

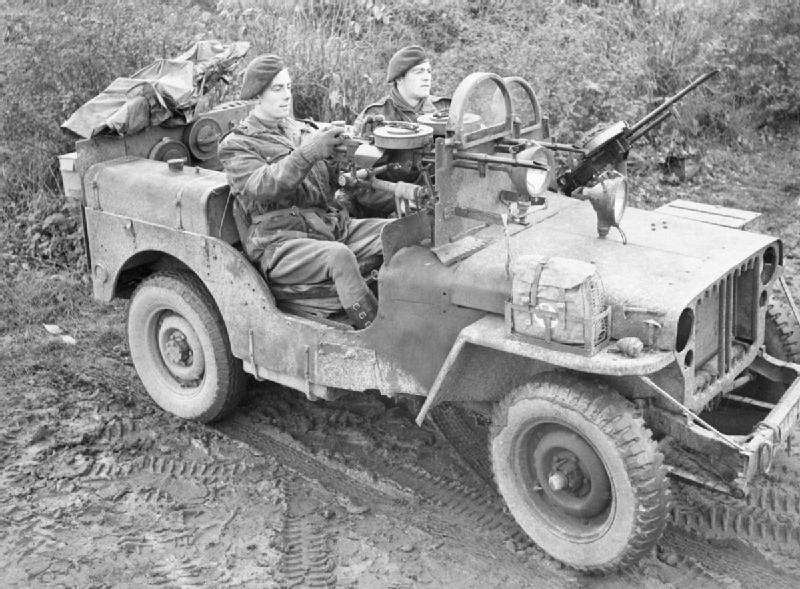
Jeep anglaise durant l'opération Clipper.

C'est une coopération anglo-américaine avec la disponibilité de l'artillerie britannique et des blindés spécialisés comme le lance-flammes, et une attaque sur deux fronts avec la 84e division d'infanterie.
L'opération devait se dérouler en quatre phases. Le 18 novembre la 84e division américaine commandée par le major-général Alexander R. Bolling passait sa ligne de front, progressait au nord-est à 2 km et prenait Prummern et les hauteurs environnantes, et Geilenkirchen. Deuxièmement, à midi, la 43e division britannique (Wessex) commandée par le major-général Gwilym Ivor Thomas devait progresser et s'emparer des hauteurs au nord et à l'ouest de la ville, vers Bauchem et Tripsrath. Une fois cela fait, Geilenkirchen serait pratiquement encerclée, et la division de la 84e occuperait la ville et ses banlieues du nord-est (troisième phase). La quatrième phase, les deux divisions devait progresser le nord-est, à environ 3 km, vers Wurm.
Les objectifs finaux étaient les villages de Hoven, Müllendorf, Würm et Beeck.
La défense allemande était composée de la majeure partie de la 176e division d'infanterie, au nord-ouest et de la 183e Volksgrenadierdivision Geilenkirchen dans la ville et au sud, avec comme commandant, le général d'infanterie Günther Blumentritt.
Un sud-est de Geilenkirchen, les champs de mines avait été mis en place vers Juliers, via Immendorf et Pufendorf, à environ 10 km. La région était à l'endroit où une nouvelle section de la ligne Siegfried, construit vers Aix-la-Chapelle rejoignait les défenses établies. Les villages avaient été fortifiées et des bunkers en béton construits à cet effet.
À 06h00, avant l'aube, le 18 novembre, l'artillerie royale tir des projectiles lumineux sur les champs mines entre Geilenkirchen et Immendorf, pour laisser troupes avec des détecteurs de mines se mettre en place.
Après un bref bombardement d'artillerie, le 334e régiment d'infanterie avance à travers les bandes défrichées à 07:00 elle arrive vers Geilenkirchen, et appuyée par des chars Sherman britannique, les progrès restaient constants et les objectifs du régiment ont été atteints à la fin de l'après-midi.
Le nord et l'ouest de la colonne ont atteint leurs objectifs durant la nuit. Le régiment de Worcestershire est arrivé vers Tripsrath, il a atteint ses objectifs intermédiaires avec peu d'opposition et peu de victimes. Le bombardement préparatoire avait réduit la volonté des Allemands à résister et la pluie avait exposé une grande partie des champs de mines. La pluie, cependant, a également rendu difficile l'avance des blindés de support et le matériel anti-chars.
En dépit de nouvelles contre-attaques et de victimes de « tirs amis », le régiment de Worcestershire occupe Tripsrath durant la nuit, aidé par l'artillerie.
La 84e division américaine a continué sa progression vers Süggerath, au lieu de consolider sa position la nuit. Une patrouille de reconnaissance a fait état d'une contre-attaque allemande imminente sur Prummern par deux compagnies de la 10e division d'infanterie de la 9e Panzerdivision, avec six chars. L'attaque de la nuit a été menée au large, mais l'avance américaine vers Beeck a été retardée jusqu'à l'aube du 19. La résistance dans Prummern s'est poursuivie jusqu'au 20 novembre, et la ville est capturée par une attaque surprise américaine le 22 novembre.
Le 19, le Régiment Worcestershire a repoussé une contre-attaque du 104e régiment de grenadiers de la 15e division de Panzergrenadier. Une deuxième attaque allemande, sur Rischden, appuyé cette fois par deux tigres et deux canons automoteurs, a été repoussée avec de lourdes pertes.
De Geilenkirchen, l'avance a continué au nord-est le long de la Wurm vers Süggerath.
L'artillerie allemande a fortement bombardé Tripsrath durant quatre jours, mais, à l'abri dans les sous-sols, l'infanterie britannique a subi quelques pertes.
Le 21 novembre, la pluie a transformé les champs en bains de boue qui ont rendu les tanks inefficaces et vulnérables. La route de Würm a été bloqué par des débris. L'infanterie des États-Unis a tenté de progresser mais, sans chars, ils ont été repoussés. Quand les crocodiles britanniques étaient en mesure d'avancer et attaquer les défenses, il y eut des progrès, mais la boue est intervenue de nouveau, elle a enlisé les remorques des blindés. Sans leur soutien, les attaques d'infanterie sur Müllendorf ont échoué, car les défenses allemandes avaient été renforcées par la 15e division de Panzergrenadier.
Le 23 novembre, le village de Birgden est atteint.